# Беледин, Артур Власович
Арту́р Вла́сович Беле́дин (30 марта 1941, Кривинское отделение Макушинского совхоза, Челябинская область — 5 октября 2024) — советский и российский тренер по лыжным гонкам. В течение многих лет работал старшим тренером-преподавателем на кафедре зимних видов спорта Курганского государственного педагогического института. Заслуженный тренер РСФСР (1991). Судья республиканской категории по футболу.

## Биография
Артур Власович Беледин родился 30 марта 1941 года в Кривинском отделении Макушинского совхоза Кривинского сельсовета Макушинского района Челябинской области, ныне деревня Привольное входит в Макушинский муниципальный округ Курганской области.
После окончания средней школы поступил в Курганский государственный педагогический институт (ныне Курганский государственный университет), там начал серьёзно заниматься лыжными гонками. Проходил подготовку под руководством своих институтских преподавателей Николая Михайловича Катайцева, Владимира Андреевича Струнина, Аполлония Петровича Поварницына. После окончания КГПИ в 1966 году остался здесь в качестве преподавателя кафедры зимних видов спорта и сам занялся подготовкой студентов.
С 1979 года Беледин работал тренером в центре лыжного спорта Курганской области при Курганском государственном педагогическом институте. Вёл поиск перспективных молодых спортсменов в сельских районах Курганской, Челябинской и Тюменской областей. Уже в начале 1980-х годов многие из его воспитанников побеждали и попадали в число призёров на первенствах РСФСР и СССР среди юношей и молодёжи. Один из самых известных его воспитанников в этот период Владимир Владимирович Мазалов в 1983 году на чемпионате СССР в Сыктывкаре одержал победу в гонке на 50 км и получил звание мастера спорта международного класса. Мазалов вошёл в состав мужской сборной команды на участие в Олимпиаде 1984 года в югославском Сараево, но по неизвестным причинам в олимпийской гонке на 50 км не участвовал.
Другой воспитанник Олег Журавлёв на чемпионате СССР завоевал серебряную медаль в мужской эстафете 4 × 10 км.
За подготовку чемпиона и многократного призёра всесоюзных первенств Владимира Мазалова в 1991 году Артур Беледин был удостоен почётного звания «Заслуженный тренер РСФСР».
В 2004 году по приглашению своего воспитанника, мастера спорта СССР заместителя председателя Тюменской областной Думы Сергея Леонидовича Усольцева начал трудиться в Тюмени, где занимал должности старшего тренера, заместителя председателя правления Федерации лыжных гонок и биатлона Тюменской области.
Принимал участие в подготовке таких известных лыжников, как Иван Владимирович Алыпов, Николай Сергеевич Морилов, Наталья Сергеевна Коростелёва, Ольга Владимировна Рочева, Евгений Николаевич Белов. За годы тренерской деятельности Артур Беледин подготовил более 40 мастеров спорта по лыжным гонкам, более 20 мастеров спорта международного класса, трёх заслуженных мастеров спорта.
По итогам сезона 2010 года Беледин был признан лучшим тренером Тюменской области.
Также увлекался футболом и участвовал в футбольных матчах в качестве арбитра. Судья республиканской категории по футболу.
В 2014 году назначен на должность директора государственного автономного учреждения «Центр спортивной подготовки Курганской области». В мае 2018 года ушёл по собственному желанию с должности директора «Центра спортивной подготовки Курганской области».
Ушёл из жизни в городе Кургане 5 октября 2024 года.

## Награды и звания
- Заслуженный тренер РСФСР, 1991 год

## Семья
Воспитал дочь.